# Nicolaea heraldica
Nicolaea heraldica is een vlinder uit de familie van de Lycaenidae. De wetenschappelijke naam van de soort werd als Thecla heraldica in 1914 gepubliceerd door Dyar.